# Хименес, Наталия
Наталия Алтеа Хименес Сарменто (исп. Natalia Altea Jiménez Sarmento; род. 29 декабря 1981, Мадрид) — испанская певица

, обладательница премий Грэмми и Латинская Грэмми, бывшая солистка группы La Quinta Estación.

## Карьера
С детства интересовалась музыкой, пела на улицах Мадрида. В 2001 году стала солисткой музыкальной группы La Quinta Estación, которая на тот момент была на грани распада, лишившись нескольких участников. В 2001 году, после подписания контракта с Sony BMG, группа переехала в Мексику для записи своего первого альбома Primera toma. С последующими альбомами Flores de alquiler, El mundo se equivoca, Sin frenos группа получила широкую известность в Испании, Мексике и США. В 2010 году, через день после вручения наград Латинской Грэмми, на церемонии которой Хименес исполнила Lo Mejor de Mi Vida Eres Tú в дуэте с Рики Мартином, певица объявила о начале сольной карьеры.
После восьми лет, проведённых в Мехико, Хименес переехала в Майами, где в 2011 году выпустила сольный альбом Natalia Jiménez, причём в родную для певицы Испанию было отправлено всего лишь 8000 копий, поскольку почти никто не знал её как сольную исполнительницу. В 2012 году певица получает премию Ло Нуэстро в номинации «Открытие года».
В 2015 году певица выпускает свой второй сольный альбом Creo en mí, который впоследствии получает статус платинового. достигает второй строчки чарта Billboard Latin Music Awards, а также получает две номинации на Латинскую Грэмми — альбом года («Creo en mí») и песня года («Quédate con ella»).
В 2010 году на вручении премии Ло Нуэстро Хименес познакомилась с Дженни Риверой — американской певицей с мексиканскими корнями, работавшей в жанрах банда, мариачи и нортенья. В планах было совместное творчество — записать песни и отправиться в тур, однако в 2012 году Ривера погибла в авиакатастрофе частного самолёта на северо-востоке Мексики. Спустя четыре года Хименес выпустила альбом Homenaje a la Gran Señora, посвящённый памяти певицы. Альбом занял вторую строчку в чарте Billboard Top Latin Albums.
В 2019 году после нескольких лет перерыва Хименес выпускает концертный альбом México de mi corazón, записанный с участием мексиканских исполнителей Carlos Rivera, Pedro Fernández, Paquita la del Barrio, Lila Downs и пр. По словам певицы, выход альбома готовился на протяжении нескольких лет, поскольку Хименес не могла оценить возможную реакцию поклонников.
В 2014—2016 годах принимала участие в американском развлекательном вокальном шоу талантов La Voz Kids в качестве судьи трёх сезонов, в двух из которых её подопечные становились победителями. В 2018 году принимала участие в качестве судьи в мексиканском шоу La Voz. В 2020 году вернулась на испанское телевидение в качестве судьи вокального шоу Operación Triunfo.

## Личная жизнь
Родилась в 1981 году в Мадриде в семье испанца и португальской цыганки.
В 2008 году собиралась выйти замуж за бизнесмена Антонио Алколя, однако отменила свадьбу за несколько часов до церемонии и порвала отношения.
В 2016 году вышла замуж за своего давнего партнёра и продюсера Даниэля Труэбу. В том же году родилась их дочь, Алессандра. В январе 2021 года пара объявила о разводе. В суде рассматривается вопрос об установлении опеки над дочерью, а бывший муж заявил, что певица страдает биполярным расстройством, занимается самолечением, а также злоупотребляет алкоголем и марихуаной.
В феврале 2021 года СМИ написали, что певица подала в США документы о признании себя банкротом. Вскоре Хименес подтвердила эти сообщения. Причиной финансовых трудностей стала отмена концертной деятельности в связи с пандемией COVID-19.

## Дискография

### В составе La Quinta Estación
- 2002: Primera toma
- 2004: Flores de alquiler
- 2006: El mundo se equivoca
- 2009: Sin frenos

### Сольные альбомы
- 2011: Natalia Jiménez
- 2015: Creo en mí
- 2016: Homenaje a la Gran Señora
- 2019: México de mi corazón